# Rheum nanum
Rheum nanum Siev. ex Pall. – gatunek rośliny z rodziny rdestowatych (Polygonaceae Juss.). Występuje naturalnie w Mongolii, Rosji (zachodnia Syberia) oraz Chinach (w Gansu, środkowej i zachodniej części Mongolii Wewnętrznej i północno-wschodnim Sinciangu). 

## Morfologia
PokrójBylina bez wyraźnej łodygi. Dorasta do 20–35 cm wysokości.
LiścieIch blaszka liściowa jest lekko skórzasta i ma kształt od nerkowatego do okrągłego. Mierzy 6–14 cm długości oraz 8–16 cm szerokości, jest całobrzega, o niemal sercowatej nasadzie i tępym wierzchołku. Ogonek liściowy jest nagi i osiąga 2,5–4 cm długości. Gatka jest błoniasta.
KwiatyZebrane w wiechy, rozwijają się na szczytach pędów. Listki okwiatu mają lancetowaty, owalny lub eliptyczny kształt i żółtobiaławą barwę, mierzą 2–4 mm długości.
OwoceMają nerkowaty kształt i czerwoną barwę, osiągają 10–12 mm długości.

## Biologia i ekologia
Rośnie w zaroślach i na łąkach. Występuje na wysokości od 700 do 2000 m n.p.m. Kwitnie od maja do czerwca.